# Hörselscreening

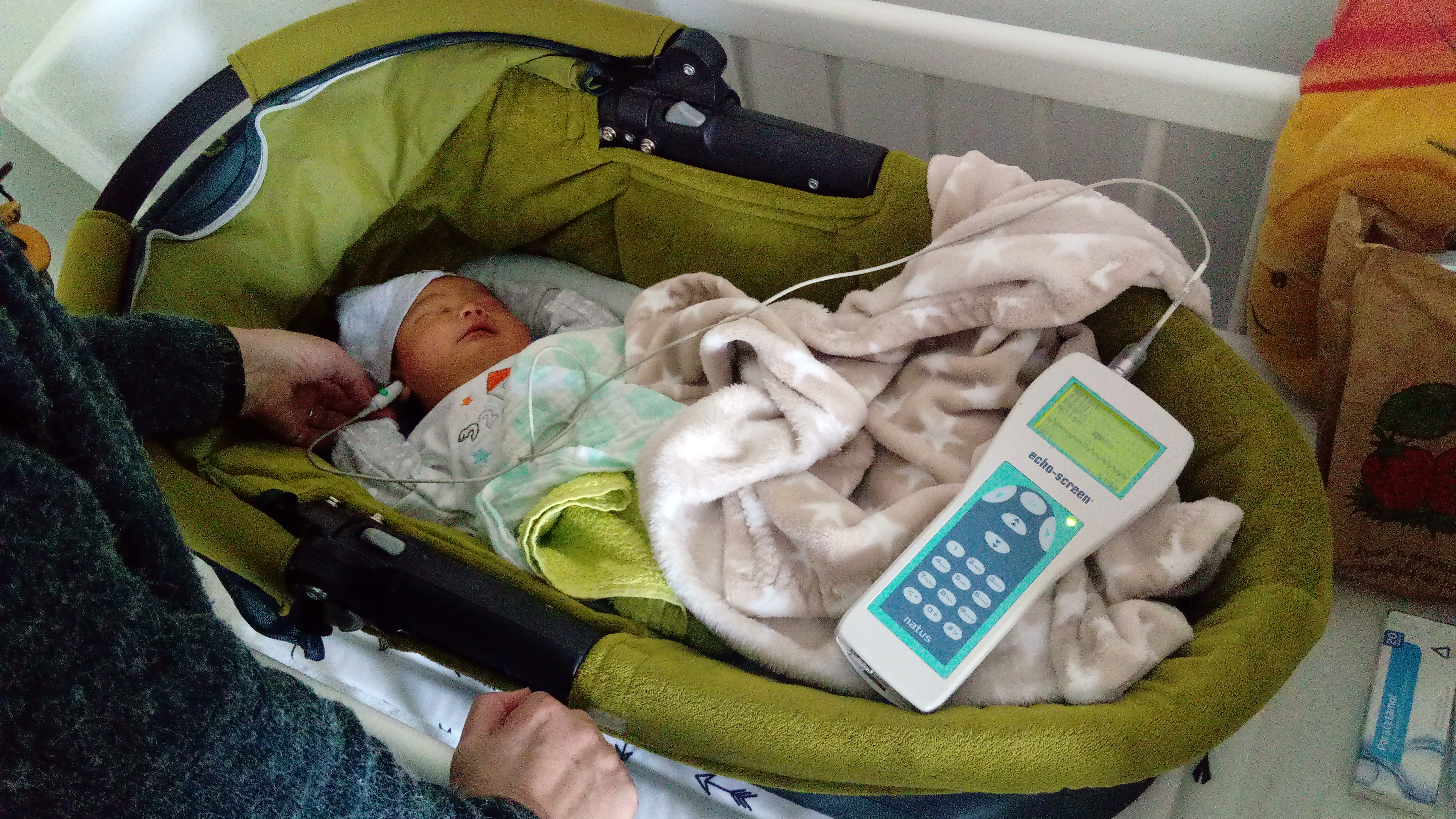
Hörselscreening med OAE på nyfött barn.

Hörselscreening är en metod för att undersöka hörseln. I Sverige görs det en rutinmässig hörselscreening främst på nyfödda barn för att hjälpa att upptäcka medfödd hörselnedsättning för att snabbt kunna påbörja hörselrehabilitering. Hörselscreening är inte begränsad till barn utan kan också utföras på individer i alla åldrar. Den kan utföras på vårdcentral men även via företagshälsovård.
Nyfödda barn genomgår hörselscreening med hjälp av ett TEOAE-test i första hand, som är en typ av OAE-screening, en objektiv undersökning där barnet inte behöver medverka. Om TEOAE-testet visar tecken på hörselnedsättning eller om barnet har vårdats på neonatalavdelning används även automatiserad hjärnstamsaudiometri (ABR).  Äldre barn screenas på barnavårdcentral och genom skolans elevhälsa. Vid hörselscreening mäts förmågan att höra toner och/eller tal i brus, vanligtvis med toner på 25 dB HL. Undersökningen är subjektiv och individen behöver medverka. Om individen kan höra eller reagera på tonerna indikerar det oftast på att personen inte har en hörselnedsättning . 

## Historia
I Sverige 1995 startade det första hörselscreeningprogramet vid Linköpings universitetssjukhus. 2004 kom en SBU-rapport med underlag för allmän hörselscreening av nyfödda barn. Från 2007 erbjuds hörselscreening för nyfödda barn på BB eller vid 5-10 dagars ålder i hela landet.